# Matthijs Büchli
Matthijs Büchli (* 13. Dezember 1992 in Haarlem) ist ein niederländischer Bahnradsportler und Olympiasieger im Teamsprint.

## Sportliche Laufbahn
2007 wurde Matthijs Büchli niederländischer Jugendmeister im Omnium. Im Jahr darauf errang er zwei nationale Junioren-Titel, im 1000-Meter-Zeitfahren sowie im Sprint. 2010 belegte er bei der niederländischen Junioren-Meisterschaft im Omnium Platz zwei.
Ab 2011 startete Büchli in der Elite-Klasse, im Zeitfahren wurde er Zweiter und im Keirin Dritter bei den niederländischen Bahnmeisterschaften. Beim Grand Prix Vienna wurde er jeweils Dritter im Keirin sowie im Teamsprint, gemeinsam mit Hylke van Grieken und Rigard van Klooster. In derselben Besetzung belegte das niederländische Trio bei den UEC-Bahn-Europameisterschaften 2012 im litauischen Panevėžys Rang sechs. Ende desselben Jahres wurde er niederländischer Meister im Sprint. Beim Lauf des Bahnrad-Weltcups 2012/13 in Aguascalientes gewann er den Keirin-Wettbewerb und stand auch in der Gesamtwertung auf Rang eins. 2013 wurde er nationaler Meister im Keirin. 2013 und 2014 errang er bei UCI-Bahn-Weltmeisterschaften die Bronzemedaille im Keirin.
2016 wurde Büchli für die Teilnahme an den Olympischen Spielen in Rio de Janeiro nominiert, wo er im Keirin die Silbermedaille errang. 2018 belegte er beim fünften Lauf des Bahnrad-Weltcups 2017/18 in Minsk in Sprint, Keirin und Teamsprint (mit Roy van den Berg und Theo Bos) jeweils den ersten Platz, in der darauffolgenden Saison gewann er zwei Weltcupläufe im Keirin.
Bei den UCI-Bahn-Weltmeisterschaften 2018 wurde Büchli mit Nils van ’t Hoenderdaal, Harrie Lavreysen und Jeffrey Hoogland Weltmeister im Teamsprint, im Jahr darauf zweifacher Weltmeister im Keirin sowie im Teamsprint (mit Lavreysen, van den Berg und Hoogland). Bei den UEC-Bahn-Europameisterschaften 2019 errang er ebenfalls zwei Titel (Sprint und Teamsprint) sowie ein Mal Bronze (Keirin). 2020 errang er zum dritten Mal den WM-Titel im Teamsprint. 2021 startete er mit Harrie Lavreysen, Roy van den Berg und Jeffrey Hoogland bei den Olympischen Spielen in Tokio im Teamsprint. Das niederländische Quartett errang die Goldmedaille.
Anfang Dezember 2021 gab Mattijs Büchli bekannt, dass er ab der kommenden Saison die Ausdauerdisziplinen auf der Bahn sowie Straßenrennen bestreiten werde. Im Dezember 2022 wurde er niederländischer Meister im Ausscheidungsfahren, im Scratch und mit Philip Heijnen im Zweier-Mannschaftsfahren. Nachdem er sich auf der Straße nicht durchsetzen konnte, gab er zum Ende des Jahres 2024 seinen Rücktritt als Straßenfahrer bekannt und schied aus dem Team BEAT Cycling aus. Er werde sich eventuell in den Kurzzeitdisziplinen auf der Bahn betätigen.

## Auszeichnungen
Im Dezember 2018 wurde Mattjis Büchli gemeinsam mit Nils van ’t Hoenderdaal, Harrie Lavreysen, Jeffrey Hoogland und Roy van den Berg als niederländische „Mannschaft des Jahres“ ausgezeichnet. Die Jaap Eden Trofee wurde ihnen von Fußballer Rafael van der Vaart überreicht.

## Diverses
Büchli ist liiert mit seiner Mannschaftskollegin Laurine van Riessen. Im November 2023 wurde das Paar Eltern eines gemeinsamen Sohnes.

## Erfolge

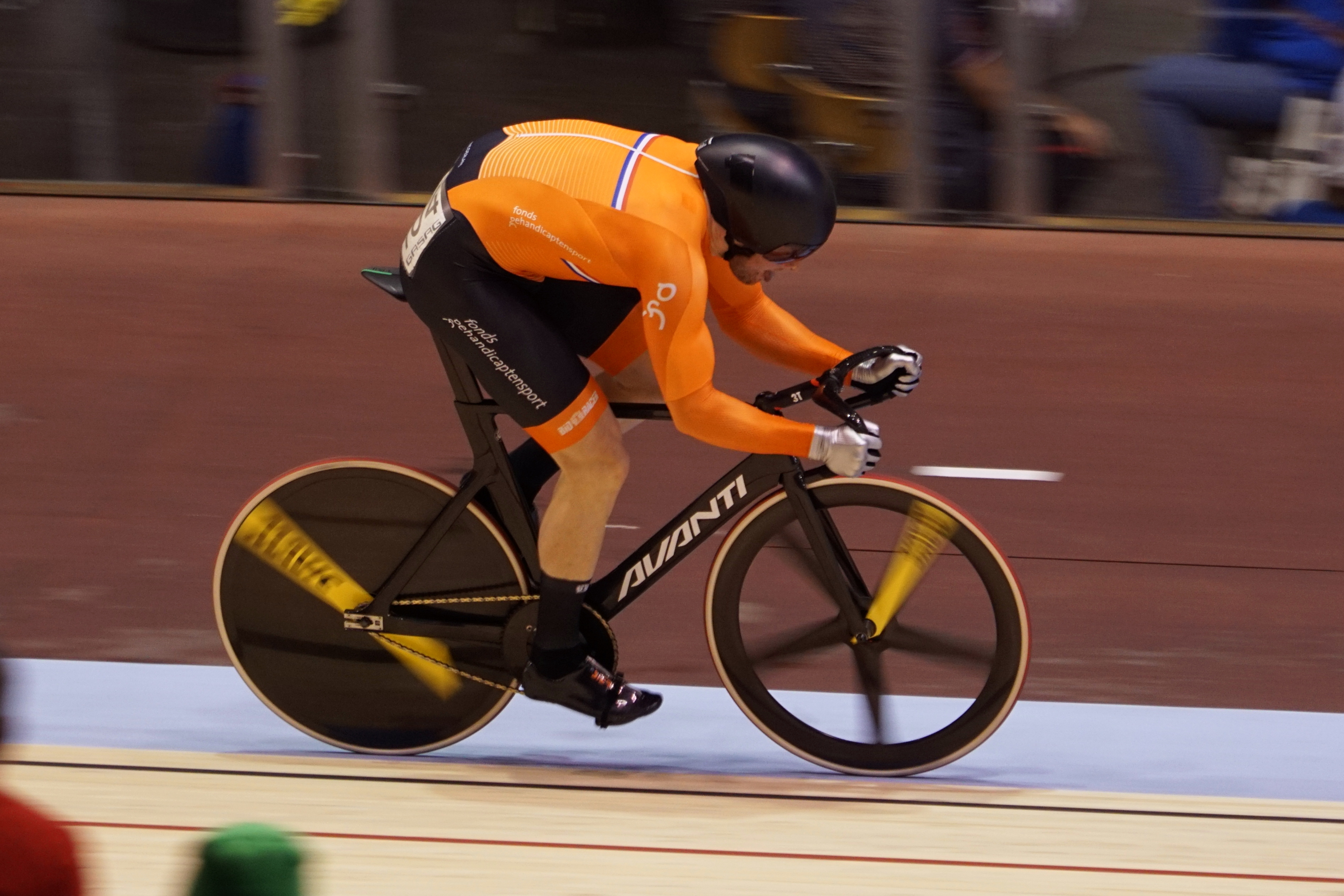
Büchli bei den Bahn-EM im Keirin-Finale

2007
- Niederländischer Meister (Jugend) – Omnium

2008
- Niederländischer Meister (Junioren) – Sprint, 1000-Meter-Zeitfahren

2009
- Niederländischer Meister (Junioren) – Sprint, 1000-Meter-Zeitfahren

2012
- Niederländischer Meister – Sprint

2013
- Weltmeisterschaft – Keirin
- Bahnrad-Weltcup in Aguascalientes – Keirin
- U23-Europameisterschaft – Teamsprint (mit Hugo Haak und Jeffrey Hoogland)

2014
- Weltmeisterschaft – Keirin
- Bahnrad-Weltcup in Guadalajara – Keirin, Teamsprint (mit Hugo Haak und Nils van ’t Hoenderdaal)
- Europameisterschaft – Keirin
- U23-Europameister – Teamsprint (mit Jeffrey Hoogland und Nils van ’t Hoenderdaal)
- U23-Europameisterschaft – Keirin
- U23-Europameisterschaft – 1000-Meter-Zeitfahren
- Niederländischer Meister – Sprint, Keirin

2015
- Niederländischer Meister – Keirin

2016
- Weltcup in Hongkong – Keirin
- Olympische Spiele – Keirin
- Weltmeisterschaft – Teamsprint (mit Hugo Haak und Nils van ’t Hoenderdaal)

2017
- Weltmeisterschaft – Teamsprint (mit Harrie Lavreysen und Jeffrey Hoogland)
- Europameisterschaft – Teamsprint (mit Jeffrey Hoogland, Harrie Lavreysen, Sam Ligtlee und Roy van den Berg)
- Weltcup in Pruszków – Keirin
- Weltcup in Manchester – Keirin
- Niederländischer Meister – Sprint, Keirin

2018
- Weltmeister – Teamsprint (mit Nils van ’t Hoenderdaal, Harrie Lavreysen und Jeffrey Hoogland)
- Weltcup in Minsk – Sprint, Keirin, Teamsprint (mit Roy van den Berg und Theo Bos)
- Europameister – 1000-Meter-Zeitfahren
- Weltcup in Berlin – Keirin
- Weltcup in London – Keirin, Teamsprint (mit Roy van den Berg und Harrie Lavreysen)
- Niederländischer Meister – Sprint

2019
- Weltmeister – Keirin, Teamsprint (mit Harrie Lavreysen, Roy van den Berg und Jeffrey Hoogland)
- Europameister – Teamsprint (mit Harrie Lavreysen, Roy van den Berg und Jeffrey Hoogland)
- Europameisterschaft – Keirin
- Niederländischer Meister – Sprint

2020
- Weltmeister – Teamsprint (mit Harrie Lavreysen, Roy van den Berg und Jeffrey Hoogland)

2021
- Olympiasieger – Teamsprint (mit Harrie Lavreysen, Roy van den Berg und Jeffrey Hoogland)

2022
- Niederländischer Meister – Ausscheidungsfahren, Scratch, Zweier-Mannschaftsfahren (mit Philip Heijnen)

2023
- Nations Cup in Milton – Ausscheidungsfahren